# IEEE 802.11ai
IEEE 802.11ai或称之为FILS（Fast Initial Link Set-up）為IEEE電機電子工程師學會內，無線網路工作小組所提出的IEEE 802.11修正案。透過新增部分機制，以規範快速網路連線建置功能，使建立網路連線的等待時間縮短至100毫秒以下。2016年批准为正式标准。

## 外部連結
- Status of Project IEEE 802.11ai（页面存档备份，存于）